# Turó Blau
El Turó Blau és una muntanya de 310 metres que es troba entre els municipis de Barcelona, a la comarca del Barcelonès i de Montcada i Reixac, a la comarca del Vallès Occidental.